# Dalechampia websteri
Dalechampia websteri är en törelväxtart som beskrevs av Armbr.. Dalechampia websteri ingår i släktet Dalechampia och familjen törelväxter. Inga underarter finns listade i Catalogue of Life.